# 루키우스 살비우스 오토 티티아누스
루키우스 살비우스 오토 티티아누스(Lucius Salvius Otho Titianus)는 로마 황제 오토 (제위: 서기 69년)의 형이다. 로마 원로원 의원인, 그는 52년에 파우스투스 코르넬리우스 술라 펠릭스의 동료 집정관으로서 집정관직, 그리고 갈바 살해 사건 때부터 2월 말까지 동생의 동료 집정관으로서 집정관직을 수행했다. 티티아누스는 제1차 베드리아쿰 전투에 참전했었다.
티티아누스는 프라트레스 아르발레스의 일원이었으며, 57년을 시작으로 69년까지 최소 다섯 번의 ‘선임정무관’(pro magistratu)으로 활동했다. 대표표본주의 방식의 선거으로 그에게 63/64년 기간 아시아 속주의 프로콘술 총독직을 수여했다.

## 가정
티티아누스는 미래의 황제인 네르바(재위: 96-98년)의 자매인 코케이와 혼인하였고, 이 사이에서 루키우스 살비우스 오토 코케이아누스 (Lucius Salvius Otho Cocceianus)라는 아들을 두었다. 코케이아누스는 80년 무렵에 집정관이 되었으나, 숙부인 오토의 생일을 축하한 죄로 도미티아누스 황제의 명으로 처형되었다.